# 湖雲寺
湖雲寺（こうんじ）は、東京都港区にかつてあった曹洞宗の寺院。

## 概要
山号は祥永山。1600年に四谷仲殿町で開創。
享保の大火により江戸麻布谷町に移り現在に至る。大岡忠房の代からの大岡氏の菩提寺であった。大岡忠光を除く岩槻藩歴代の藩主や妻子の墓所であった。本堂に安置されていた木造地蔵菩薩立像は空海によって製作され、大岡忠光の妻から納められたものとされる。